# The Wrong Miss Wright (film 1914)
The Wrong Miss Wright è un cortometraggio muto del 1914 diretto da Al Christie. Prodotto dalla Nestor di David Horsley e distribuito dall'Universal Film Manufacturing Company, aveva come interpreti Victoria Forde, Stella Adams, Eddie Lyons e John Steppling.

## Trama
Fautrice dei diritti civili, la signorina Wright accende con le sue parole gli animi delle partecipanti a una dimostrazione in strada, tanto da provocare dei disordini che portano al suo arresto. La nipote Daisy si precipita con un avvocato alla prigione, liberando la zia che, all'uscita, si trova assediata da uno sciame di giornalisti che vorrebbero avere da lei almeno qualche dichiarazione. La signorina Wright, rifiutandosi tassativamente di rilasciare interviste, si rifugia insieme a Daisy nella sua casa di campagna. Uno dei reporter, però, il cucciolo di redazione, viene incaricato di non abbandonare il caso e di mettersi di vedetta nei pressi della casa al fine di ottenere qualche foto della donna e una sua intervista. Gli sforzi del giovane sembrano non avere successo ma, finalmente, qualcuno esce dalla casa. Si tratta di Daisy, che ha deciso di fare una passeggiata, ma il giovane reporter la scambia per la famosa agitatrice e si mette a seguirla, costringendo la ragazza a rispondergli. Quando poi lei scappa, le scatta una foto mentre sta scavalcando il recinto. Ritornata a casa, Daisy racconta tutto alla zia. Il giovane giornalista è pronto per la stampa con la sua storia esclusiva quando gli arriva un invito dalla casa della signorina Wright che gli annuncia che se lui telefonerà, gli sarà concessa l'agognata intervista con la vera agitatrice. Lui allora telefona e intervista Daisy, pur sapendo che lei non è la vera attivista. Ma la sua intervista sembra non aver mai fine, perché il giovane reporter sembra comunque interessato a sapere tutto della sua bella attivista.

## Produzione
Il film fu prodotto dalla Nestor Film Company.

## Distribuzione
Distribuito dall'Universal Film Manufacturing Company, il film - un cortometraggio di una bobina - uscì nelle sale cinematografiche statunitensi il 27 marzo 1914.